# Løken Moraines
Løken Moraines är en kulle i Antarktis. Den ligger i Östantarktis. Australien gör anspråk på området. Toppen på Løken Moraines är 200 meter över havet.
Terrängen runt Løken Moraines är platt västerut, men österut är den kuperad. Havet är nära Løken Moraines åt nordväst. Trakten är glest befolkad. Närmaste befolkade plats är Casey Station, 4,0 kilometer väster om Løken Moraines. 